# Sclerochiton glandulosissimus
Sclerochiton glandulosissimus är en akantusväxtart som beskrevs av K. Vollesen. Sclerochiton glandulosissimus ingår i släktet Sclerochiton och familjen akantusväxter. Inga underarter finns listade i Catalogue of Life.